# Minami-ku (Okayama)
Minami-ku (南区?) è uno dei quattro quartieri amministrativi della città di Okayama, in Giappone.